# Britta Martin
Pour les articles homonymes, voir Martin.
Britta Martin née le 2 septembre 1978 à Hanovre en Allemagne est une triathlète professionnelle, multiple vainqueur sur triathlon Ironman.

## Biographie

### Début de carrière sportive
Britta Martin fait des études sur la science du sport à l’Université technique de Munich, elle commence la pratique sportive par le cyclisme et s'engage sur ses premiers triathlons à partir de 2003. Elle participe aux championnats d'Allemagne moyenne distance cette même année et prend la 7e place du classement général. Elle subit plusieurs blessures lors d'entraînements en course à pied qui l'a tiennent éloignée du circuit de triathlon pendant deux années. En 2006, elle rejoint alors la section cycliste de son club sportif le MRRC Munich. En 2007, elle devient cycliste professionnelle au sein de l'équipe de la team Stuttgart. Cette même année, elle participe au Tour cycliste du Pakistan où elle rencontre l'ancien champion de contre-la-montre et olympien néo-zélandais, Robin Neil Reid. Ils remportent cette compétition tous les deux dans leur catégorie et entame une relation sportive et personnelle. À la fin de 2007, elle s'installe chez son partenaire à Nelson en Nouvelle-Zélande.

### Carrière en triathlon
À partir de 2008, Britta Martin s'engage sur des compétitions longues distances en tant que professionnelle pour le Nelson Club Triathlon, sponsorisée par la société Tinelli. Elle remporte quelques mois plus tard sa première victoire sur Ironman 70.3 à Taupo et prend la 8e pour ses débuts sur Ironman. De 2009 à 2011, elle enchaine les bons résultats en montant sur le podium de plusieurs compétitions internationales comme l'Ironman France ou Challenge Wanaka.
En 2012, Britta Martin confirme sa stature internationale. Elle frôle la barre des neuf heures (sub-nine) lors du Challenge Roth et finit 5e au classement général. En décembre, elle remporte son  premier Ironman à Busselton en Australie. Avec ses bons résultats sur les ironmans de Melbourne et de Suède, elle se qualifie pour la finale du championnat du monde d'Ironman à Kona. Elle termine avec une performance moyenne à la 21e place.
En avril 2014, elle remporte sa deuxième victoire sur l'Ironman Australie et passe sous la barre des neuf heures de course, elle devient la cinquantième femme à entrer dans le club restreint des sub nine et abaisse à cette occasion le record de course féminin à 8 h 56 min 34 s.
En février 2015, Britta Martin partage sa victoire sur le Marlborough Sounds Half Ironman avec son ami Robin Reid, qui termine premier de cette compétition. Elle participe, pour gagner des points supplémentaires de qualification pour les championnats du monde Ironman 2015, à l'Ironman 70.3 Racine dans le Wisconsin. Malgré une contreperformance sur l'Ironman Corée, elle finit 23e sur les 35 places octroyées aux triathlètes femmes du Kona Point Ranking de la World Triathlon Corporation. Ce bon résultat lui permet d’être de nouveau qualifiée pour la finale Ironman à Hawaï.
Britta Martin est entraînée par John Hellemans, un médecin, multiple champion du monde groupe d'âge, entraîneur principal de l'équipe de triathlon néerlandaise. Il a entraîné de nombreuses élites du triathlon comme Erin Baker, Andrea Hewitt et d'autres,. Son entraîneur de natation est Andy Adair, qui est spécialisé dans la natation en eaux libre et natation longue distance, il est entraîneur et directeur de l'équipe de Nouvelle-Zélande qui participe aux championnats de natation d'Océanie en 2012.

## Palmarès
Le tableau présente les résultats les plus significatifs (podium) obtenus sur le circuit international de triathlon depuis 2011.
| Année | Compétition                 | Pays             | Position           | Temps           |
| ----- | --------------------------- | ---------------- | ------------------ | --------------- |
| 2014  | Ironman Western Australia   | Australie        | Médaille d'or      | 8 h 56 min 34 s |
| 2014  | Ironman Wisconsin           | États-Unis       | Médaille d'or      | 9 h 30 min 8 s  |
| 2014  | Challenge Taiwan            | Taïwan           | Médaille d'or      | 9 h 2 min 23 s  |
| 2013  | Ironman Suède               | Suède            | Médaille de bronze | 9 h 22 min 18 s |
| 2012  | Ironman 70.3 Port Macquarie | Australie        | Médaille d'or      | 4 h 32 min 27 s |
| 2012  | Challenge Wanaka            | Nouvelle-Zélande | Médaille d'argent  | 9 h 47 min 13 s |
| 2012  | Ironman Western Australia   | Australie        | Médaille d'or      | 9 h 13 min 0 s  |
| 2012  | TriStar111 Salzkammergut    | Autriche         | Médaille d'or      | 3 h 31 min 30 s |
| 2011  | Challenge Wanaka            | Nouvelle-Zélande | Médaille d'or      | 4 h 44 min 30 s |
| 2011  | Ironman France              | France           | Médaille de bronze | 9 h 48 min 56 s |
| 2011  | TriStar111 Allemagne        | Allemagne        | Médaille d'or      | 3 h 44 min 45 s |